# Travisia forbesii
Travisia forbesii é uma espécie de anelídeo pertencente à família Opheliidae.
A autoridade científica da espécie é Johnston, tendo sido descrita no ano de 1840.
Trata-se de uma espécie presente no território português, incluindo a sua zona económica exclusiva.